# کپلر۴۳۸
کپلر۴۳۸ (به انگلیسی: Kepler-438) کپلر ۴۳۸ یک کوتولهٔ سرخ در صورت فلکی شلیاق است. این کوتولهٔ سرخ حدود ۴۷۰ سال نوری از زمین دور است. سیستم‌های سیاره‌ای کپلر ۴۳۸؛ که شامل کپلر۴۳۸بی هم هست، به خاطر ویژگی‌های نادری که دارند در جهان مورد توجه قرار گرفته اند و به ویژه احتمال مانند زمین بودن برخی از سیاره‌ها در منطقهٔ قابل سکونت کپلر ۴۳۸ وجود دارد.